# شمدين ساكيك
يُعتبر أمين الدين سكيك (من مواليد 1959)، الملقب بـ بارماكسيز زكي لفقدان إصبعه أثناء إطلاق صاروخ، قائدًا سابقًا للقوات العسكرية لحزب العمال الكردستاني. يشتهر بترتيب كمين حزب العمال الكردستاني في 24 مايو 1993. سجنمنذ القبض عليه من قبل القوات التركية في عام 1998، وهو الآن شاهد رئيسي في محاكمات إرجينكون.

## الخلفية
في تصريحات محاكمات إرغينكون في عام 2012، قال إنه أصبح من المتعاطفين مع حزب العمال الكردستاني في عام 1979 وانضم إليهم بعد انقلاب 1980 في تركيا كوسيلة من مغادرة البلاد بعد خلاف مع والده الذي أطلق النار والجرحى.

## كمين 1993
ساسيك ادعى لاحقا أن القادة العسكريين كانوا على علم بكمين حزب العمال الكردستاني 24 مايو 1993 وتعمدوا ترك الجنود العزل وبدون حراسة. حدد مجموعة داخل الجيش تسمى مجموعة دراسة الشرق مجموعة (Doğu Çalışma Grubu)، قائلًا إنها استخدمت كمين كجزء من خطط الانقلاب. يدعي عبد الله أوجلان أن سايك أمر بنصب كمين عام 1993 كجزء من محاولة أرغينيكون لتخريب عملية السلام الجارية آنذاك بين حزب العمال الكردستاني والحكومة التركية، قائلًا أن ساسيك قد تم استخدامها من قبل إرغينكون.

## القبض
قبضت عليه من قبل القوات التركية في شمال العراق في عام 1998، بعد انشقاقه عن حزب العمال الكردستاني. بعض المصادر قالت إن 1998 العملية مراد، التي بدأت بعد وقت قصير من ساسيك القبض كان يرتكز في جزء منه على المعلومات التي حصل عليها من ساكيك. وحكم عليه بالإعدام في عام 1999 ولكن خفف الحكم إلى السجن مدى الحياة بعد أن ألغت تركيا عقوبة الإعدام.

## شهادة إرغينكون
في البداية كان شاهد سري في محاكمات أرجينيكون، تخلى عن ذلك فيما بعد عن لك طواعية. قال ساكيك أن إيران استعادت الأسلحة التي قدمتها إلى حزب العمال الكردستاني بعد أن أعلن حزب العمال الكردستاني وقف إطلاق النار في عام 1993. وقال إن فيلي كوجوك قدم تدريبًا لمقاتلي حزب العمال الكردستاني. كما زعم أن حزب العمال الكردستاني كان لديه إشعار مسبق بانقلاب 1980.
كتب سايك كتابًا عن عمليات إعدام مزعومة لحزب العمال الكردستاني لمعارضين داخليين - أشخاص تحدوا القيادة أو نبذوا العنف فيما بعد - والذي يقول إنه يصل إلى حوالي 2000 شخص.
نُقل عن الأمين العام السابق لمجلس الأمن القومي، تونجر كيلينتش، قوله إن أقوال ساكيك يمكن الوثوق بها.

## الكتب
- Apo, Şark Yayınları, 2005.
- Şemdin ساسيك anlatıyor : Kobralar üzerimize gelince aklımızı kaçırıyorduk / تونجر غوناي, دوغان Kitap 2007.
- Eski Bir Militanın Kaleminden Şiddetin Sefaleti, Lagin Yayınları / Araştırma-Inceleme Dizisi 2010
- Ihanetin Tarihi, Yakın خطة Yayınları / Türkiye Siyaseti Dizisi 2010
- Imralı صعدة بير تيران: عبد الله أوجلان, Togan Yayıncılık 2012